# Михалевич, Георгий Францевич
Георгий Францевич Михалевич (1906 — 1979, Москва) — советский хозяйственный, государственный и политический деятель.

## Биография
Родился в 1906 году в Каменском. Член КПСС.
С 1925 года — на хозяйственной, общественной и политической работе. В 1925—1970 гг. — подручный литейщика и токаря-вальцовщика, теплотехник, помощник прораба, инженер-исследователь, начальник смены, помощник начальника доменного цеха Каменского металлургического завода, заместитель начальника, начальник доменного цеха, главный инженер Магнитогорского металлургического комбината, главный инженер завода «Запорожсталь», главный инженер Череповецкого металлургического завода, участник строительства металлургического комбината «Ост» в Айзенхюттенштадте, участник строительства металлургического комбината в Бхилаи, представитель металлургической отрасли в СЭВ, в составе Экономической комиссии в Женеве.
Умер в Москве в 1979 году. Похоронен на Кунцевском кладбище, участок 10.